# Zoltan Sarosy
Zoltan Sarosy (Boedapest, 23 augustus 1906 - Toronto, 19 juni 2017) was een Hongaars-Canadees schaker.
Sarosy speelde al schaak sinds zijn kindertijd.
In de volgende Hongaarse steden won hij schaaktoernooien: Nagykanizsa (1929), Pecs (1932) en Boedapest (1934). In 1943 won Sarosy de Master Titel op de Hongaarse Kampioenschappen. Tijdens de Tweede Wereldoorlog belandde hij in een Duits vluchtelingenkamp. In 1948 verhuisde hij naar de Franse Elzas. In 1950 behaalde hij gelijkspel (2-2) in een trainingsmatch tegen Henri Sapin. In datzelfde jaar verliet hij Frankrijk voor Canada en vestigde zich in Toronto. Hij werd driemaal Canadees kampioen correspondentieschaken: in 1967, 1972 en 1981. In 1988 behaalde hij de meestertitel in het correspondentieschaken. In 2006 werd hij opgenomen in de Canadian Chess Hall Of Fame.
Sarosy was in 2015, op 108-jarige leeftijd, nog actief als schaker in zijn woonplaats Toronto. Op 110-jarige leeftijd was hij de oudste mannelijke inwoner van Canada.